# Naturally (岡村孝子の曲)
『Naturally』（ナチュラリー）は、岡村孝子の通算22枚目のシングル。1994年10月5日発売。発売元はファンハウス（現・ソニー・ミュージックレーベルズ）。

## 解説
10枚目のアルバム『SWEET HEARTS』（1994年9月14日）からシングルカットされ、「ヒロイン 〜あの日の涙を忘れない〜」（NHK『アジア大会 広島』のテーマソング）と同時発売された。2枚とも、12cmのマキシシングルサイズで発売された。
カップリング曲「明日への道」は、かつての人気ドキュメンタリー番組『野生の王国』（MBS制作・NET系→TBS系）のOPテーマを彷彿とさせる曲調になっている。

## 収録曲
1. Naturally　（5:45）
  - 作詞・作曲: 岡村孝子 、編曲: 海老原真二

カルビー「ア・ラ・ポテト（ポテトチップス）」コマーシャルソング
2. 明日への道　（5:28）
  - 作詞・作曲: 岡村孝子 、編曲: 萩田光雄

中部日本放送（TBS系）「旅・わくわく」エンディングテーマ
3. Naturally 〜Original Karaoke〜
4. 明日への道 〜Original Karaoke〜

## 楽曲の収録作品
- Naturally
  - SWEET HEARTS　（10th アルバム）
  - TOY BOX
- 明日への道
  - SWEET HEARTS
  - 夢見る頃を過ぎても
  - 岡村孝子ベスト SUPER BEST 2000
  - DO MY BEST
  - TOY BOX
- 明日への道 （Retake）[1]
  - After Tone IV

## 注
1. ↑  このバージョンは既発表版のリミックスではなく（レコード会社が異なることによる権利上の都合）、新たに録音し直したもの。オリジナルにないエレクトリックギターが加えられている。